# 岡山県道339号西一宮中北上線
岡山県道339号西一宮中北上線（おかやまけんどう339ごう にしいちのみやなかぎたかみせん）は、岡山県津山市から苫田郡鏡野町を経由して、津山市に至る一般県道である。

## 概要
津山市山方から途中苫田郡鏡野町を経由して、津山市中北上に至る。なお西一宮とは津山市一宮の旧称である。

### 路線データ
- 起点：津山市山方（一宮交差点、岡山県道68号津山加茂線旧道交点、津山広域農道上）
- 終点：津山市中北上（国道181号交点）

## 路線状況
津山市山方 - 津山市一宮間および苫田郡鏡野町原 - 津山市中北上間は津山広域農道になっている。
起点はすでにその東側にバイパスが完成している岡山県道68号津山加茂線の旧道と接続しており、今後旧道降格時に路線名称の変動などが予想される。

### 重複区間
- 津山広域農道（津山市山方・一宮交差点（起点） - 津山市一宮）
- 岡山県道338号市場津山線（津山市下田邑）
- 国道179号（苫田郡鏡野町布原）
- 岡山県道337号山城宮尾線（苫田郡鏡野町薪森原 - 苫田郡鏡野町原）
- 津山広域農道（苫田郡鏡野町原 - 津山市中北上）
- 岡山県道335号余野上久米線（津山市宮部下、重用延長：51 m）

### 道路施設

#### 橋梁
- 道場橋（紫竹川、津山市）
- 芳野橋（香々美川、苫田郡鏡野町）
- 上錦橋（吉野川、苫田郡鏡野町）
- 郷川橋（郷川、苫田郡鏡野町）

#### トンネル
- 一宮隧道：延長145 m、1976年（昭和51年）竣工、津山市

## 地理

### 通過する自治体
- 津山市
- 苫田郡鏡野町
- 津山市

### 交差する道路
| 交差する道路                                                   | 市町村名 | 市町村名 | 交差する場所 | 交差する場所      |
| -------------------------------------------------------------- | -------- | -------- | ------------ | ----------------- |
| 岡山県道68号津山加茂線 / 旧道 津山広域農道 重複区間起点        | 津山市   | 津山市   | 山方         | 一宮交差点 / 起点 |
| 岡山県道343号藤屋津山線                                        | 津山市   | 津山市   | 山方         |                   |
| 津山広域農道 重複区間終点                                      | 津山市   | 津山市   | 一宮         |                   |
| 岡山県道338号市場津山線 重複区間起点                           | 津山市   | 津山市   | 下田邑       |                   |
| 岡山県道338号市場津山線 重複区間終点                           | 津山市   | 津山市   | 下田邑       |                   |
| 国道179号 重複区間起点                                         | 苫田郡   | 鏡野町   | 布原         |                   |
| 国道179号 重複区間終点                                         | 苫田郡   | 鏡野町   | 布原         |                   |
| 岡山県道337号山城宮尾線 重複区間起点                           | 苫田郡   | 鏡野町   | 薪森原       |                   |
| 岡山県道340号河本久米線                                        | 苫田郡   | 鏡野町   | 原           |                   |
| 岡山県道337号山城宮尾線 重複区間終点 津山広域農道 重複区間起点 | 苫田郡   | 鏡野町   | 原           |                   |
| 岡山県道340号河本久米線 / バイパス                             | 苫田郡   | 鏡野町   | 原           |                   |
| 岡山県道335号余野上久米線 重複区間起点                         | 津山市   | 津山市   | 宮部下       |                   |
| 岡山県道335号余野上久米線 重複区間終点                         | 津山市   | 津山市   | 宮部下       |                   |
| 津山広域農道 重複区間終点                                      | 津山市   | 津山市   | 中北上       |                   |
| 国道181号                                                      | 津山市   | 津山市   | 中北上       | 終点              |

### 交差する鉄道
- 姫新線

### 沿線
- 津山総合流通センター
- 岡山県農業試験場
- 鏡野町立鏡野南小学校
- 津山市立中正小学校
- JR西日本姫新線 坪井駅